# Elsterflutbett
Das Elsterflutbett ist ein etwa 3,6 km langer künstlicher Flusslauf in Leipzig und rechter Nebenarm der Weißen Elster.

## Verlauf

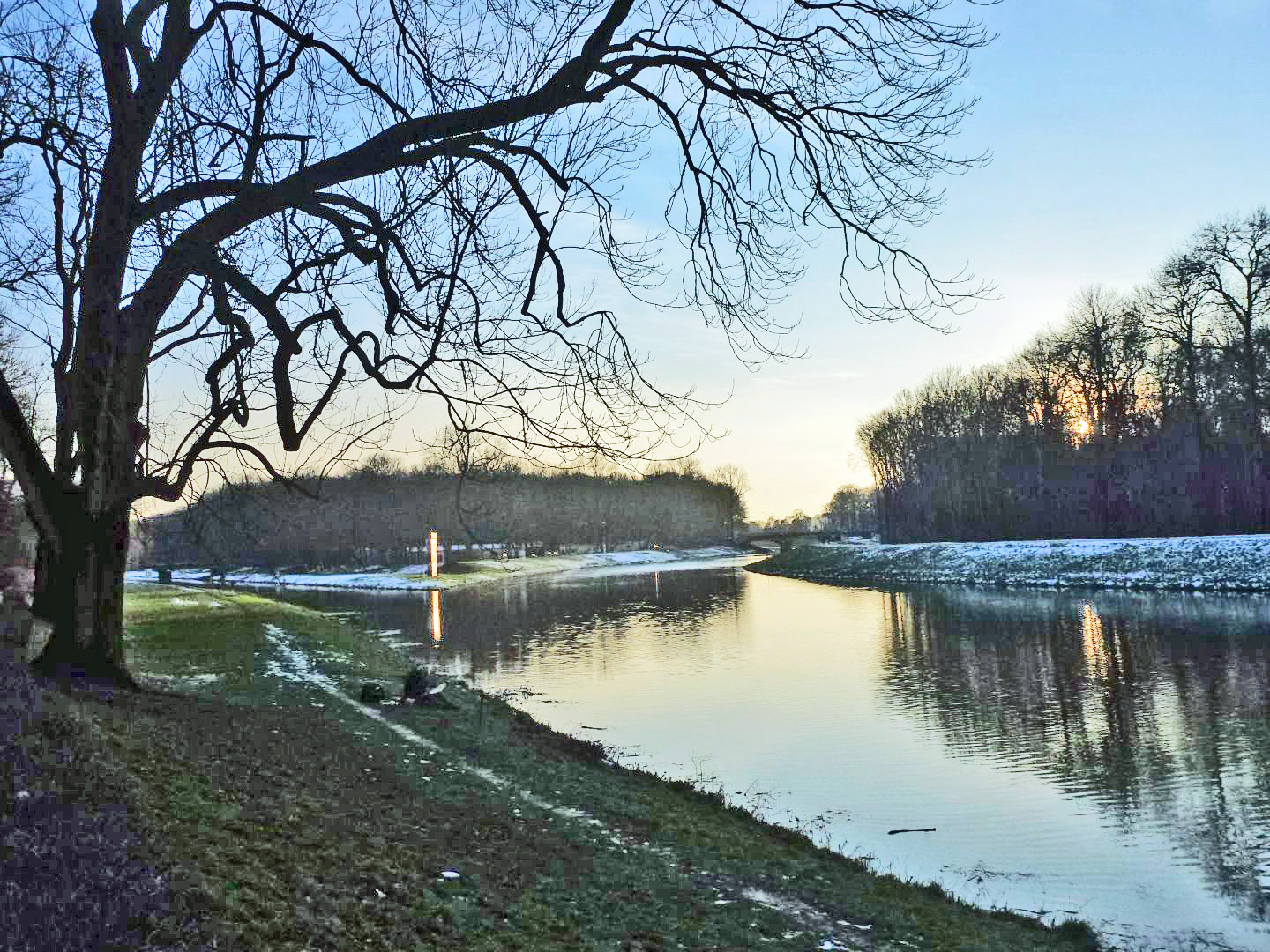
Mündung des Pleißeflutbetts (links) in das Elsterflutbett

Es beginnt am Teilungswehr in Großzschocher, mit welchem die Wasserverteilung zwischen Weißer Elster und dem Elsterflutbett reguliert wird. Unmittelbar danach nimmt es rechtsseitig das Elsterhochflutbett auf, führt weiter zwischen dem Stadtteil Schleußig (links) und dem Leipziger Ratsholz hindurch und unterquert an der Paußnitzbrücke den Schleußiger Weg, bevor am Leipziger Eck rechts das Pleißeflutbett einmündet. Im letzten Abschnitt überspannen der Rennbahnsteg an der Galopprennbahn Scheibenholz, die Sachsenbrücke mit der Anton-Bruckner-Allee und die Klingerbrücke mit der Käthe-Kollwitz-Straße das Elsterflutbett. Vor dem Palmgartenwehr zweigt der Elstermühlgraben als rechter Nebenarm ab, und von links mündet die Weiße Elster. In Verlängerung des Elsterflutbetts schließt sich unterhalb des Palmgartenwehrs nördlich das Elsterbecken an.
Die Landestalsperrenverwaltung Sachsen bezeichnet den Abschnitt bis zur Einmündung des Pleißeflutbetts als Oberes Elsterflutbett und den folgenden älteren Teil bis zur Weißen Elster als Unteres Elsterflutbett.

## Funktion
Das Elsterflutbett entlastet den Flusslauf der Weißen Elster im Bereich der Stadtteile Schleußig und Plagwitz. Am Teilungswehr in Großzschocher wird ein Teil des Elsterwassers seitlich in das Elsterflutbett abgeleitet.
Das Verteilerbauwerk in Knauthain begrenzt die Durchflussmenge der Weißen Elster. Bei Hochwasser fließt das überschüssige Wasser in das Elsterhochflutbett und gelangt an dessen Ende in das Elsterflutbett. Da der Elstermühlgraben kaum Wasser aus der Elster aufnehmen kann, fließt der Großteil des Elsterwassers über das Palmgartenwehr in das Elsterbecken.

## Wassersport
Das Elsterflutbett wird häufig für das Training der Leipziger Wassersportler genutzt, insbesondere für Kanu, Kajak und Rudern. In der Nähe des Teilungswehres befindet sich eine Slalom-Übungsstrecke des Leipziger Kanuclubs e. V. als Bundesstützpunkt für Kanu-Slalom, am Schleußiger Weg das Bootshaus der SG LVB sowie am Ende des rechten Ufers des Flutbetts, dem Beginn des Elstermühlgrabens, die Bootshäuser des SC DHfK. Am 15. August 2015 war das Elsterflutbett zwischen Sachsenbrücke und Rennbahnsteg erstmals Austragungsort der Ruder-Bundesliga.